# Лазуковка
Лазуковка (укр. Лазуківка) — поселок,
Зидьковский поселковый совет,
Змиёвский район,
Харьковская область, Украина.
Код КОАТУУ — 6321755303. Население по переписи 2017 года составляет 0 человек.

## Географическое положение
Посёлок Лазуковка находится в 4,5 км от реки Северский Донец (правый берег), в 5-и км от пгт Зидьки.
К посёлку примыкает большой лесной массив (дуб).
Возле посёлка протекает пересыхающий ручей с запрудой. 
Отсутствуют дома (Не числится по населению).

## История
- 1730 — дата основания.

## Объекты социальной сферы
- Школа.